# Leucopis desantisi
Leucopis desantisi är en tvåvingeart som beskrevs av Blanchard 1964. Leucopis desantisi ingår i släktet Leucopis och familjen markflugor. Inga underarter finns listade i Catalogue of Life.